# Kreuz Dortmund-West
Het Kreuz Dortmund-West is een knooppunt in de Duitse deelstaat Noordrijn-Westfalen. Op dit klaverbladknooppunt ten westen van de stad Dortmund kruist de A40 (Duisburg-Dortmund) de A45 (Kreuz Dortmund-Nordwest-Seligenstädter Dreieck).

## Richtingen knooppunt
| Aansluitende wegen                    | Aansluitende wegen | Aansluitende wegen                                             | Aansluitende wegen | Aansluitende wegen |
| ------------------------------------- | ------------------ | -------------------------------------------------------------- | ------------------ | ------------------ |
|                                       |                    | richting Dortmund-Hafen Hannover / Oberhausen                  |                    |                    |
|                                       |                    |                                                                |                    |                    |
| richting Dortmund-Kley Bochum / Essen | richting Dortmund  |                                                                |                    |                    |
|                                       |                    |                                                                |                    |                    |
|                                       |                    | richting Dortmund-Eichlinghofen Hagen / Seligenstädter Dreieck |                    |                    |